# Fotodisintegrazione
La fotodisintegrazione è un processo fisico nel quale fotoni gamma estremamente energetici interagiscono con nuclei atomici causando la loro transizione ad uno stato eccitato ed un loro immediato decadimento in due nuclei minori.
Un semplice esempio si manifesta quando un singolo protone o neutrone viene effettivamente spinto fuori dal nucleo da una radiazione gamma, mentre un esempio più estremo è rappresentato dalla spontanea reazione di fissione nucleare causata dalla radiazione gamma.
Questo processo è essenzialmente l'inverso della fusione nucleare, dove elementi più leggeri ad alte temperature si combinano tra loro formando elementi più pesanti e rilasciando energia nell'ambiente (reazione esoergonica).
La fotodisintegrazione è endoergonica (assorbe energia) per nuclei atomici più leggeri del ferro e esoergonica (rilascia energia) per nuclei atomici più pesanti del ferro. Il processo di fotodisintegrazione è inoltre responsabile della nucleosintesi di almeno alcuni elementi pesanti e ricchi di protoni tramite il processo p che avviene nelle supernovae.

## Ipernovae
Nelle esplosioni di stelle molto grandi (250 o più volte la massa del Sole), la fotodisintegrazione è uno dei maggiori fattori dell'esplosione.
Quando la stella raggiunge la fine della sua esistenza, essa raggiunge temperature e pressioni per le quali gli effetti di assorbimento energetico prodotti dalla fotodisintegrazione riducono temporaneamente la temperatura e la pressione stessa all'interno del nucleo stellare. Ciò causa l'inizio del collasso poiché l'energia viene dispersa dalla fotodisintegrazione e il nucleo in condizione di collasso si avvia verso la formazione di un buco nero.